# 당신의 뜻이라면
"당신의 뜻이라면"은 1969년 공개된 대한민국의 영화이다.

## 배역
- 신영균
- 고은아
- 김동원
- 문미봉
- 석귀녀
- 윤일주
- 최일
- 김기범
- 임성포
- 박광진
- 채훈
- 송일근
- 오영숙
- 윤미자